# Spider-Man
Spider-Man, o l'home aranya, és un personatge fictici de còmic, creat per Stan Lee i Steve Ditko el 1962. Als Estats Units sempre s'ha publicat a l'editorial Marvel Comics, la qual té els drets exclusius del personatge. Els còmics de Spider-Man no s'havien traduït mai al català fins a l'any 2023, si bé els diversos grups editorials que l'han publicat per l'estat espanyol són catalans (Editorial Bruguera, Editorial Planeta, Vértice…) o bé tenen seu a Catalunya (Panini). Ha estat aquesta darrera qui ha publicat Spiderman: animals, reuniu-vos!, que ha significat el debut del superheroi en llengua catalana.
Dins de la trajectòria en còmic del personatge, cal destacar l'etapa de Stan Lee i Steve Ditko (1962-1966), la del mateix Stan Lee i John Romita Sr. (1966-1973), sens dubte la de Roger Stern i John Romita Jr. (1982-1984) i, més recentment, la de Joseph Michael Straczynski i John Romita Jr. (2001-2004) i la de Dan Slott, el guionista que ha escrit més números del personatge amb diferents dibuixants (2008-2018).
Spider-Man és un dels superherois més populars i amb més èxit comercial. També se n'han fet diverses adaptacions en tires còmiques, sèries de televisió, cinema, videojocs i teatre. Spider-Man va ser interpretat per primera vegada en imatge real per Danny Seagren a Spidey Super Stories, una parodia de The Electric Company de 1974 a 1977. En cinema ha estat interpretat pels actors Tobey Maguire a la trilogia de pel·lícules de Spiderman de Sam Raimi, per Andrew Garfield a dues pel·lícules dirigides per Marc Webb, i al Marvel Cinematic Universe per Tom Holland. Reeve Carney va ser el primer protagonista del musical de Brodway de 2010 Spider-Man: Turn Off the Dark. Spider-Man ha estat ben rebut com a superheroi i personatge de còmics, i sovint se'l classifica com un dels superherois de còmics més populars i icònics de tots els temps i un dels personatges més populars de tota la ficció.

## L'origen d'un mite
Segons explicava Joe Simon al llibre The Comic Book Makers (2003) el 1953 va idear un personatge anomenat Spiderman (sense guió), per després treballar en el guió al costat del seu cunyat Jack Oleck, que va suggerir canviar el nom per "Silver Spider". Simon li va proposar a C. C. Beck (el creador gràfic del primer Captain Marvel, actualment conegut com Shazam) dibuixar aquella història que, tanmateix, l'editorial Harvey Comics acabaria rebutjant.
El 1959, al costat de Jack Kirby, Simon comença de nou el projecte sense canviar el guió original, però anomenant el personatge The Fly ("El Borinot") (el dibuix del primer número sembla ser en gran part de Joe Simon imitant Kirby). El protagonista era Tommy Troy, un orfe adoptat per una parella d'ancians que aconseguiria superpoders en utilitzar un anell màgic trobat en una teranyina. Portaria els ulls tapats per unes "ulleres de bussejar" i una ridícula pistola que només emetria soroll (conseqüència del llavors recent codi d'autocensura de 1954, que impedia que els còmics mostressin violència). Entre els seus poders s'incloïa enfilar-se per les parets, una agilitat sobrehumana i teixir teranyines des de la seva esquena, entre d'altres.
El logotip de Spiderman dissenyat per Joe Simon passaria a ser propietat de Jack Kirby després que aquell l'hi cedís. Segons el llibre de Joe Simon, el 1962 Stan Lee demanaria a Kirby més idees per crear superherois i aquest li ensenyaria el seu logo i proposaria recuperar aquest nen orfe amb poders relacionats amb les aranyes. Després que Martin Goodman i Stan Lee donessin la seva aprovació, Kirby treballaria sobre la història que després seria entintada per Steve Ditko. Per això combinaria The Fly amb un anterior superheroi rebutjat anomenat Night Fighter i algunes aportacions de Stan Lee. Una podria haver estat afegir el guió a "Spider-man".
Quan Will Eisner va entrevistar Kirby, aquest va descriure els fets de la mateixa manera. Spiderman no va ser una creació de Marvel, sinó que ja va ser discutit per Jack i Joe amb anterioritat, i va ser a Marvel on ell va voler recuperar la idea.
Per la seva banda, a la seva autobiografia i a diverses entrevistes, Stan Lee s'adjudica completament la creació del personatge, citant el criminal pulp Spider com una gran influència,:130 explicant l'anècdota que se li va acudir el personatge simplement en veure una mosca pujar per una paret.
Tot i que en aquell moment als superherois adolescents normalment se'ls donava noms que acabaven en "boy" (nen), Lee diu que va triar "Spider-Man" perquè volia que el personatge envellís a mesura que avançava la sèrie i, a més, va sentir que el nom "Spider-Boy" hauria fet que el personatge sonés inferior als altres superherois. També va decidir inserir un guionet al nom, ja que considerava que s'assemblava massa a Superman, un altre superheroi amb un vestit vermell i blau (tot i que l'artista Steve Ditko pretenia que el personatge tingués un vestit taronja i morat) que comença amb una "S" i acaba amb "home". Igualment Stan Lee no unia el nom del superheroi com feia DC Comics amb els seus, Superman, Batman… Per això existeix Iron Man, Ant-Man (Home Formiga)...
En aquell moment, Lee només havia d'obtenir el consentiment de l'editor de Marvel Martin Goodman per a l'aprovació del personatge. En una entrevista de 1986, Lee va descriure amb detall els seus arguments per superar les objeccions de Goodman:
- No pots dir-li a un heroi "Home Aranya" perquè a la gent li fan fàstic les aranyes.
- No pots fer que un adolescent sigui un superheroi. Els adolescents només poden ser personatges secundaris (Spidey era adolescent quan va començar la sèrie).
- No pots donar-li a un heroi tants problemes. Els lectors no el veuran prou heroic.
- No hi pot haver un heroi que no sigui alt, elegant i atractiu (Peter era la típica imatge d'estudiós d'aquells temps)
- No pots fer que tingui una noia que el sobreprotegeixi tant i el tingui tan contemplat, no feia pas impressió de mascle viril.

Goodman finalment va acceptar una prova de Spider-Man en el que Lee va recordar en nombroses entrevistes com el que seria el número final de la sèrie d'antologia de ciència-ficció i sobrenatural Amazing Adult Fantasy, que va passar a anomenar-se Amazing Fantasy per a aquest número 15 (data de portada agost de 1962, a la venda el 5 de juny de 1962). Lee va afirmar que el fet que ja s'hagués decidit que Amazing Fantasy seria cancel·lada després del número 15 va ser l'única raó per la qual Goodman li va permetre utilitzar Spider-Man. Tot i que aquest era de fet el número final, la seva pàgina editorial preveia que el còmic continués i que "The Spiderman [sic]... apareixerà cada mes a Amazing."
Steve Ditko anava a ser l'entintador de les pàgines dibuixades per Kirby. Com el primer va recordar: «Stan va dir que un nou heroi de Marvel s'introduiria al número 15 [del que es va titular Amazing Fantasy]. S'anomenaria Spider-Man. Jack faria el llapis i jo havia de pintar el personatge. En aquest moment encara, Stan deia que Spider-Man seria un adolescent amb un anell màgic que el podria transformar en un heroi adult: Spider-Man. Vaig dir que sonava com el Fly, que Joe Simon havia fet per a Archie Comics; Stan va trucar a Jack per això, però no sé de què es va parlar. Mai vaig parlar amb Jack sobre Spider-Man... Més tard, en algun moment, em van donar el treball de dibuixar Spider-Man'. Quan Kirby va mostrar a Lee les sis primeres pàgines, Lee va recordar: "Jo odiava com ho feia! No és que ho fes malament, simplement no era el personatge que volia; era massa heroic».:12 Lee es va dirigir a Ditko, que va desenvolupar un estil visual que li va semblar satisfactori. Ditko va recordar: 
Tot i que l'art interior va ser només de Ditko, Lee va rebutjar la portada de Ditko i va encarregar a Kirby que dibuixés a llapis una portada que Ditko va entintar. Com va explicar Lee l'any 2010, «Crec que vaig fer que Jack en fes un esbós perquè sempre vaig tenir molta confiança en les portades de Jack.»
En un primer record de la creació del personatge, Ditko va descriure les seves contribucions i les de Lee en una entrevista per correu amb Gary Martin publicada a Comic Fan núm. 2 (estiu de 1965): «Stan Lee va pensar el nom. Vaig fer vestuari, l'aparell al canell per la teranyina i la senyal d'aranya.» Aleshores, Ditko compartia un estudi de Manhattan amb el conegut artista fetitxista Eric Stanton, company de classe de l'escola d'art que, en una entrevista de 1988 amb Theakston, va recordar que encara que la seva contribució a Spider-Man havia estat «gairebé nul·la», ell i Ditko havien «treballat junts en guions i vaig afegir algunes idees. Però tot ho va crear l'Steve pel seu compte... Crec que vaig afegir les teranyines que li surten de les mans.»:14
L'autor i estudiós de Ditko Blake Bell escriu que va ser Ditko qui va assenyalar les similituds amb Fly. Ditko va recordar que «Stan va trucar a Jack sobre Fly», i va afegir que «dies més tard, Stan em va dir que dibuixaria la història a partir de la sinopsi de Stan». Va ser en aquest moment quan la naturalesa de la sèrie va canviar. «Es va descartar l'anell màgic, l'home aranya adult i qualsevol idea de llegenda que hauria contingut la història de l'home aranya». Lee va donar a Ditko la premissa d'un adolescent mossegat per una aranya que hauria desenvolupar poders, una premissa que Ditko ampliaria fins al punt que es va convertir en el que Bell descriu com «el primer artista llogat de la seva generació en crear i controlar l'arc narratiu de la seva sèrie». Sobre el tema de la creació inicial, Ditko va declarar: «Encara no sé de qui va ser la idea d'Spider-Man». Ditko, però, va veure la versió publicada de Spider-Man com una creació independent de la que va veure a les cinc pàgines a llapis que Kirby havia completat. Per recolzar-ho, Ditko va utilitzar l'analogia del Kirby/Marvel Thor, que es basava en un nom/idea d'un personatge de la mitologia nòrdica: «Si el Thor de Marvel és una obra creada vàlida per Jack, la seva creació, llavors per què no ho és Spider-Man per Stan i jo obra creada vàlida, la nostra creació?»
Kirby va assenyalar en una entrevista de 1971 que va ser Ditko qui «va fer rodar Spider-Man, i la cosa va funcionar a causa del que va fer». Lee, tot i que reclamava crèdit per la idea inicial, ha reconegut el paper de Ditko, afirmant: «Si Steve vol ser anomenat co-creador, crec que ho mereix». A més, ha comentat que el disseny de vestuari de Ditko va ser clau per a l'èxit del personatge; com que la disfressa cobreix completament el cos de Spider-Man, persones de totes les races podrien visualitzar-se dins de la disfressa i així identificar-se més fàcilment amb el personatge.
Aquell exemplar amb Spiderman a la portada va ser un gran èxit de l'emergent Marvel. El director editorial Martin Goodman li va concedir la seva pròpia sèrie, l'encara en curs The Amazing Spider-Man (substituït un temps per Superior Spider-Man). El primer exemplar d'aquesta va sortir a la llum el desembre de 1962, amb data de portada març de 1963.
Amb el temps acabaria per ser la sèrie més venuda de la Marvel i Spiderman arribaria a ser considerat una icona cultural.

## Trajectòria editorial

### Dècada del 1960

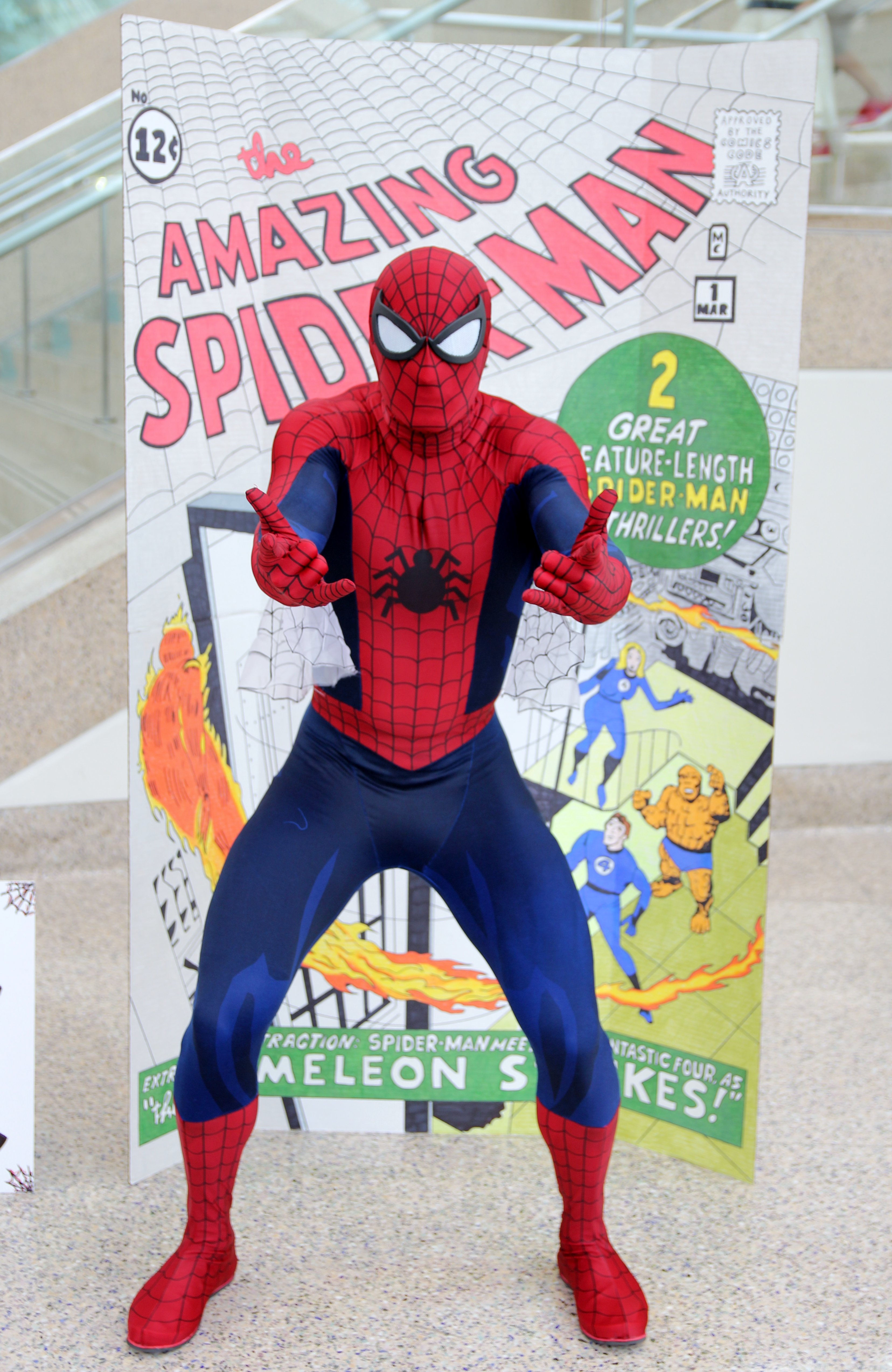
Cosplayer de Spider-Man davant la portada de The Amazing Spider-Man núm. 1.

Uns mesos després de la presentació d'Spider-Man, l'editor Goodman va revisar les xifres de vendes d'aquest número i es va sorprendre al descobrir que era un dels còmics més venuts de la Marvel naixent.:97 Ràpidament li van donar una sèrie regular en solitari, començant amb The Amazing Spider-Man nº 1 publicat el 10 de desembre de 1962 (amb data de portada març de 1963). El títol finalment es va convertir en la sèrie més venuda de Marvel:211 i el personatge es va convertir ràpidament en una icona cultural; una enquesta de 1965 d'Esquire dels campus universitaris va trobar que els estudiants universitaris van classificar Spider-Man i el seu company de Marvel, Hulk, juntament amb Bob Dylan i Che Guevara com les seves icones revolucionàries preferides. Un entrevistat va seleccionar Spider-Man perquè estava "acostat pels problemes, problemes de diners i la qüestió de l'existència. En resum, és un dels nostres.":223
Steve Ditko es mantingué com a dibuixant fins al número 38 de la sèrie, però abandonà l'empresa per diferències creatives amb Stan Lee. El substituiria John Romita Sr. com a dibuixant, que dotà Spiderman d'un aire més romàntic, fent-lo més corpulent i seductor. Llevat de fer de Gwen Stacy (un personatge en aquells moments secundari) el gran amor de Peter Parker, introduiria també Mary Jane en la seva vida al primer número dibuixat per Romita. A l'època de Ditko havia aparegut, encara que sense mostrar la seva cara per crear suspens. Peter considerava un "mal tràngol" haver de conèixer-la. Temps després acabaria per casar-s'hi.
El 1968 es van publicar dos números d'una nova sèrie, en format magazine en blanc i negre, Spectacular Spider-Man, resultant la primera sèrie derivada del personatge més enllà dels Annuals d'Amazing començats a publicar el 1964. Els magazines no van tenir bones ventes, probablement per problemes de distribució. Marvel compraria Perfect Film and Chemical per poder utilitzar el seu braç de distribució Curtis Circulation Magazine per publicar més magazines a la dècada de 1970.

### Dècada del 1970
A començament dels anys setanta, una història de Spiderman obligà la revisió del Comics Code, el mecanisme de censura dels còmics americans. Fins aleshores, aquest codi prohibia formalment la menció a les drogues, si bé fos per parlar-ne negativament. Tot amb tot, en aquell temps el Departament de Salut dels Estats Units es dirigí a Stan Lee per sol·licitar-li que escrigués una història amb un missatge contra les drogues en alguna de les seves edicions més venudes.:239 Lee va triar la sèrie Amazing Spiderman per fer un arc de tres episodis del número 96 al 98 (de febrer a abril de 1971, publicats amb datas de portada de maig a juliol de 1971). En l'aventura Harry Osborn, el millor amic de Peter Parker cauria en el món de les drogues, addicte al LSD. Per bé que la història afirmava el seu missatge antidrogues, Comics Code Authority va rebutjar d'incloure-hi el seu segell. Stan Lee va decidir de publicar-la sense aquest segell, la qual cosa va fer que finalment se'n flexibilitzin les normes que el regulaven.:239
Més tard, Stan Lee i John Romita abandonarien llur feina a Amazing Spiderman, i, encara que després s'encarregarien de les tires de premsa del personatge, aquest recauria en mans del jove guionista Gerry Conway, el qual treballaria amb artistes com Ross Andru i escriria dos de les més famoses històries de l'aràcnid: La Mort de Gwen Stacy i la saga del Clon.
Marvel, en resposta al gran èxit de vendes de The Amazing Spiderman va crear Marvel Team Up el 1972, la segona col·lecció de Spiderman, que de bell antuvi havia d'emparellar Spiderman i la Human Torch dels Quatre Fantàstics, però al número 3 de la col·lecció Spiderman ja va canviar de parella i, fins a la fi de la col·lecció al número 150, Spider-Man a cada lliurament lluitava amb un altre heroi o heroïna contra diverses amenaces. Aquesta sèrie, a desgrat dels alts i baixos, va viure a la fi de 1970 una gran etapa amb la parella artística Chris Claremont al guió i John Byrne al dibuix.
El 1976 començaria la seva segona sèrie en solitari, Peter Parker, The Spectacular Spider-Man, que encreuaria les seves històries amb les de Amazing, sèrie que aprofundia més la vida privada de l'home aranya, amb la seva feina, els seus estudis i la seva vida sentimental.

### Dècada del 1980
A mitjan 80, concretament el 1985, Marvel va retirar Marvel Team Up i va llançar al seu lloc The web of Spider-Man (la teranyina de l'home aranya), la tercera col·lecció de l'aràcnid. En aquesta època es va casar per sorpresa amb la seva antiga nòvia, Mary Jane Watson, que havia tornat a la sèrie recentment.

### Dècada del 1990
Als anys 90 destaca l'etapa escrita per Todd McFarlane que es va guanyat el favor dels fans per la seva feina gràfica a Amazing. En el seu primer número de la nova sèrie Spider-Man, amb diverses portades variants per a les mateixes pàgines interiors va vendre 3 milions d'exemplars, un rècord de la indústria en aquell moment, ja que llevat dels fans també hi havia una forta especulació en el món de còmic americà, un fenomen que el portaria a la crisi més gran de la seva història, de la qual començaria a recuperar-se la dècada següent. Marvel ha publicat molts especials, novel·les gràfiques o minisèries de Spider-Man. També Spider-Man ha estat un convidat habitual en altres còmics de l'editorial. Spider-Man havia de servir de lluïment a McFarlane, però al cap de pocs números aquest va fundar la seva pròpia editorial amb un grup d'altres dibuixants, Image Comics, i va abandonar el projecte.
El 1999 es duria a terme una reconversió dràstica de la franquícia aràcnida. Es va acabar el volum de la sèrie Amazing Spider-man al lliurament nº 441 (amb data de portada novembre de 1998), per tornar després amb un nou número 1. El mateix passaria amb la segona col·lecció de l'enfilamurs que passava a ser Peter Parker: Spider-man que substituïa Spider-Man, tancant Peter Parker, The Spectacular Spider-Man i Web. Els nous números 1 de l'home aranya arribarien amb data de portada de gener de 1999, de la mà de l'escriptor Howard Mackie, qui d'anys ençà venia escrivint alguna de les col·leccions de Spiderman i del dibuixant i guionista John Byrne, que miraria de redefinir l'origen del personatge amb una sèrie que aviat passaria a l'oblit: Spider-Man: Chapter One. Aquest rellançament no vindria acompanyat de reeixida comercial ni de crítica.

### seglexxi
Amb el començament del nou segle, Joe Quesada, un nou Director Editorial, va engegar una operació per retornar l'esplendor al personatge (i a tota la Marvel en general), que va suposar l'entrada del prestigiós guionista de televisió Joe Michael Straczynski per acomplir aquesta tasca. L'arribada de J. M. Straczynski fou amplament aplaudida pels lectors que aviat farien pujar les vendes, malgrat que els canvis no exempts de polèmica, com la que va aixecar la saga Sins of the Past (Pecats del Passat). En aquesta etapa, Amazing va recuperar la seva numeració original, i així, el desembre de 2003, veuria la llum el seu històric núm. 500. La col·lecció ha reiniciat la numeració en diverses ocasions des de llavors.
Habitualment, Spider-Man té dues o tres sèries regulars al mercat, suportades per altres minisèries i especials. A més l'any 2000, va tenir lloc el llançament de la versió Ultimate de Spider-Man, una aposta de la Marvel per a modernitzar els personatges de la sèrie, així com els de l'editorial en altres sèries. En aquesta nova versió narren la història clàssica en termes moderns, per acostar el personatge i enganxar al clàssic uns lectors que suposadament arriben 4 dècades més tard del seu inici. La sèrie escrita per Brian Michael Bendis i dibuixada en els seus 110 primers números per Mark Bagley, obtindria un gran èxit i portaria el mascarat a aquest nou públic desitjat.
Joe Quesada va decidir retornar el personatge als seus inicis de solter, desfent el seu matrimoni amb Mary Jane Watson, contra el criteri de Straczynski que va deixar d'escriure al superheroi. Així que després de la saga Civil War (en què Spiderman es desemmascara davant de la televisió i esdevé un proscrit perseguit per la meitat dels superherois liderats per Tony Stark, àlies Iron Man), fan que la seva tia May rebi un tret que la deixarà en coma i es consumeixi fins a la mort. Per tal d'evitar-ho Spider-Man, en la saga One More Day (Un dia més) fa un pacte amb Mephisto i aquest esborra de la seva vida Mary Jane Watson, i retorna aquest a una vida de postadolescent en la saga consecutiva Brand New Day.
Quan la sèrie principal The Amazing Spider-Man va arribar al número 545 (novembre de 2007 amb data de portada gener de 2008), Marvel va abandonar la seva sèrie derivada en curs i va començar a publicar The Amazing Spider-Man tres vegades al mes, començant amb núm. 546–548 (tots el gener de 2008 amb dates de portada febrer (el 546) i març (el 548 i 548)). La programació de The Amazing Spider-Man va durar fins al novembre de 2010, quan el còmic es va ampliar de 22 pàgines a 30 pàgines per a cada número. Més tard, The Amazing Spider-Man es va publicar dues vegades al mes, començant amb núm. 648–649 (tots dos de novembre de 2010). L'any següent, Marvel va llançar Avenging Spider-Man com la primera sèrie derivada en curs a més de The Amazing Spider-Man, ja que les anteriors havien estat cancel·lades a finals de 2007. La sèrie Amazing va acabar temporalment amb el número 700 el desembre de 2012 i va ser substituït per The Superior Spider-Man, que tenia Doctor Octopus com a nou Spider-Man en fer-se càrrec del cos de Peter Parker. Superior va ser un èxit comercial enorme per a Marvel, i va tenir 31 números abans que el veritable Peter Parker tornés en un rellançat The Amazing Spider-Man número 1 a l'abril de 2014.
Després de l'esdeveniment crossover Secret Wars, una sèrie de títols relacionats amb Spider-Man es van rellançar o es van crear com a part de l'esdeveniment "All-New, All-Different Marvel". Entre ells, The Amazing Spider-Man es va rellançar i es va centrar inicialment en l'activitat de Peter Parker dirigint Parker Industries i convertit en un home de negocis d'èxit que opera a tot el món.

## Biografia de ficció

### Primers anys
Peter Benjamin Parker és fill de Richard Parker i Mary Parker. Quan Peter es va fer una mica gran, fou orfe en perdre els pares en un accident d'avió en plena missió com a espies pel govern dels Estats Units. Peter va passar a càrrec dels seus oncles May i Ben Parker, que no tindrien mai fills ja que en Ben era estèril per culpa de les pallisses rebudes de petit.
El 1962, Peter Parker un jove estudiant de 15 anys, en una exhibició de ciències a l'aula 30 del seu institut, és mossegat a la mà per una aranya que casualment absorbeix enormes quantitats de radioactivitat en passar pel mig d'un giny d'alta radiació. Marejat, Peter surt a prendre l'aire i per poc un cotxe no l'atropella, però un nou instint aràcnid l'avisa a temps i d'un salt s'enganxa a la paret més propera i comença a enfilar-s'hi fins a arribar al capdamunt del terrat. S'adona que es pot adherir a les parets. S'ha especulat que es basa en una interacció depenent de la distància entre el seu cos i les superfícies, coneguda com forces de van der Waals. Al terrat, prem amb la mà un tub d'acer i l'arruga com si fos paper.
Parker veu un ring de lluita i un cartell: "100 dòlars per a l'home que pugui romandre al ring tres minuts amb Hogan, el triturador". Se'n va a casa, es canvia, es posa una caputxa i torna al ring. Hogan truca entre rialles a Parker "Meravella emmascarada", però el combat dura a penes 5 vinyetes, només el temps d'entrar al ring, d'esquivar d'un salt Hogan i d'agafar-lo amb una mà i penjar-lo pal amunt. Hogan, el triturador, tapant-se la cara per no veure l'alçada, suplica que el torni a terra. En veure això l'organitzador i productor de televisió li proposa a Peter que no es tregui la màscara, perquè li dona un toc mestre, i li ofereix d'aparèixer a The Ed Sullivan Show. Es crea l'uniforme de l'actual Spider-Man i els disparadors de teranyines.
Després del programa de televisió tot són elogis per al novament presentat en societat Spider-Man. Propostes d'exclusives, entrevistes, feines a Hollywood... Amb tot això un home passa corrents pel seu costat, un policia crida que l'aturin. Però Peter no fa res i deixa que se'n vagi per l'ascensor. "Em sap greu, amic. Aquesta és la teva feina! En sóc fart que em prenguin per un totxo... D'ara endavant em preocuparé pel número u, és a dir: jo" - li diu Peter al policia. Hores més tard... Els oncles de Peter, l'oncle Ben i la tia May li regalen un microscopi. Serà el darrer regal que rebrà de son oncle, ja que dies més tard, en tornar a casa, el mateix policia que ell no volgué ajudar li donaria la mala notícia: "Males notícies, nen. Han assassinat el teu oncle !". Spider-Man, enrabiat, surt a la recerca de l'assassí, el troba en una caseta del port, l'atonyina fins que el deixa sense sentits i el lliura a la policia. Des d'aquell moment jura que defensarà la justícia, perquè compren que "Un gran poder comporta una gran responsabilitat", com el seu oncle Ben li havia dit un cop.
En el primer número de The Amazing Spider-Man (març de 1963), malgrat els seus superpoders, en Peter lluita per ajudar a la seva tieta vídua a pagar el lloguer, pateix les burles de Flash Thompson i continua lluitant contra el crim i salvant la ciutat com Spider-Man, però les seves gestes heròiques engendran la ira editorial de J. Jonah Jameson, l'editor de diaris del Daily Bugle, que guarda rancor a Spider-Man i continua fent declaracions falses sobre Spider-Man malgrat el seu heroisme. Peter és contractat com a fotògraf freelance per Jameson per fer fotos de Spider-Man, sense que ell sàpiga que és Spider-Man. Spider-Man lluita contra els seus enemics, inclosos els superdolents amb superpoders i sense, els seus arxienemic Doctor Octopus i Green Goblin. Amb el temps, en Peter es gradua de l'escola secundària i s'inscriu a Empire State University (una institució fictícia que evoca la Universitat de Colúmbia i la Universitat de Nova York de la vida real), on coneix el seu futur company de pis i millor amic Harry Osborn i la futura núvia de Peter, Gwen Stacy, i la tia May el presenta a Mary Jane Watson. Mentre Peter tracta els problemes de drogues d'en Harry, i el pare d'en Harry, Norman Osborn, es revela que és el Green Goblin. Peter intenta renunciar a la seva identitat disfressada durant un temps. El pare de Gwen Stacy, el detectiu de policia de Nova York George Stacy, mor accidentalment durant una batalla entre Spider-Man i Doctor Octopus.

### Dècada de 1970
Al núm. 121 (juny 1973), el Green Goblin llança Gwen Stacy des d'una torre del Pont de Brooklyn (tal com es mostra a l'art) o bé del Pont de George Washington (tal com es diu al text) Va morir durant l'intent de rescat de Spider-Man, i Spider-Man jura venjança contra la seva némesi. El següent número, Spider-Man ataca i venç venjatòriament el Green Goblin, que es mata accidentalment en la batalla posterior amb Spider-Man.
Traballant amb el seu dolor, Peter finalment desenvolupa sentiments provisionals cap a Mary Jane, i els dos "es converteixen en confidents més que en amants". Finalment es desenvolupa una relació romàntica, amb Parker proposant-li matrimoni al número 182 (juliol de 1978), i després sent rebutjat. Peter es va graduar a la universitat al número 185, i s'involucra amb la tímida Debra Whitman i l'extravertida i coqueta lladre disfressada Felicia Hardy. la Gata Negra, a qui coneix al número 194 (juliol de 1979).

### Dècada de 1980
De 1984 a 1988, Spider-Man va portar un vestit negre amb un disseny d'aranya blanca al pit. El nou vestit es va originar a la sèrie limitada Secret Wars en un planeta alienígena on Spider-Man participa en una batalla entre alguns dels principals superherois i supermalvats de la Terra. Continua amb la disfressa quan torna, començant per The Amazing Spider-Man #252. El canvi al disseny d'un personatge de llarga data va provocar controvèrsia, "amb molts aficionats als còmics incondicionals que ho van denunciar com a un sacrilegi. El vestit vermell i blau tradicional d'Spider-Man era icònic, van argumentar, a l'igual que els dels seus rivals de DC Superman i Batman". Aleshores, els creadors van revelar que la disfressa era un simbiont alienígena, que Spider-Man rebutja després d'una difícil lluita, encara que el simbiont torna diverses vegades com a Venom per venjar-se. Peter li proposa matrimoni a Mary Jane a The Amazing Spider-Man #290 (juliol de 1987), i ella accepta dos números més tard. El casament que té lloc a The Amazing Spider-Man Annual núm. 21 (1987), promocionat amb un casament simulat de la vida real amb actors al Shea Stadium, amb Stan Lee oficiant, el 5 de juny de 1987. David Michelinie, que va escriure un guió basat en una trama del director editorial Jim Shooter, va dir el 2007: "No pensava que en realitat s'haguessin de casar... En realitat havia planejat una altra versió, una que no es va utilitzar". Peter va publicar un llibre de fotografies de Spider-Man anomenat Webs, i va tornar a la seva Empire State University per un postgrau en bioquímica en el núm. 310 (desembre 1988).

### Dècada de 1990
En el polèmic arc argumental de 1990 "Clone Saga", un clon de Parker, creat als còmics de la dècada de 1970 pel científic boig Miles Warren, també conegut com el Jackal, torna a la ciutat de Nova York en saber que la salut de la tia May empitjora. El clon havia viscut d'incògnit com Ben Reilly, però ara assumeix la disfressa de superheroi Scarlet Spider (Aranya Escarlata) i s'alia amb Parker. Per sorpresa d'ambdós, les noves proves indiquen que Ben és l'original i Peter és el clon. Complicant les coses, Mary Jane anuncia a The Spectacular Spider-Man #220 (gener de 1995) que està embarassada del nadó de Peter. Més tard, però, un ressuscitat Green Goblin (Norman Osborn) ha enverinat a Mary Jane, causant un part prematur i la de la filla no nascuda d'en Peter. Més tard es revela que Green Goblin va canviar els resultats de la prova del clon en un intent de destruir la vida d'en Peter fent-li creure que era el clon. Ben és assassinat mentre salvava en Peter, a Peter Parker: Spider-Man núm. 75 (desembre de 1996), i el seu cos s'enfonsa immediatament en pols, confirmant que Ben era el clon.
Al número 97 (nov. 1998) del títol de la segona sèrie Peter Parker: Spider-Man, Parker s'assabenta que Norman Osborn va segrestar la seva tia May i la seva aparent mort a The Amazing Spider-Man núm. 400 (abril 1995) havia estat un engany. Poc després, a The Amazing Spider-Man (vol. 2) #13 (#454, gener de 2000), Mary Jane mor en una explosió d'avió. Es revela que està viva al volum 2, número 28 (núm. 469, abril de 2001), però ella i en Peter estan completament separats en el número següent.

### Dècada de 2000
El creador de Babylon 5 J. Michael Straczynski va començar a escriure The Amazing Spider-Man, il·lustrat per John Romita Jr., començant amb el volum 2, núm. 30 (núm. 471, juny de 2001). Dos números més tard, Peter, que ara treballa com a professor a la seva antiga escola secundària, coneix l'enigmàtic Ezequiel, que posseeix poders d'aranya similars i suggereix que podria no haver estat una casualitat que Peter adquirís aquestes habilitats: que Parker té una connexió amb un esperit d'aranya tòtemic. En el vol. 2, núm. 37 (núm. 478, gener de 2002), la tia May descobreix que el seu nebot és Spider-Man. Peter i Mary Jane es reconcilien a (vol. 2) núm. 50 (núm. 491, abril de 2003), i al número 512 (novembre de 2004) —la numeració original va retornar amb el número 500— Parker s'assabenta que la seva difunta xicota Gwen Stacy havia tingut dos fills amb Norman Osborn.
S'uneix a l'equip de superherois The New Avengers a New Avengers núm. 1–2. Després que un antic company de secundària desquiciat i superpoderós destrueix les seves respectives cases, Peter, Mary Jane i May es traslladen a la Torre Stark, i en Peter comença a treballar com a assistent de Tony Stark mentre treballa per al Daily Bugle i continuant la seva carrera de professor. A l'arc de la història de 12 parts del 2005 "The Other" (L'Altre), Peter experimenta una transformació que fa evolucionar els seus poders. Al còmic Civil War núm. 2 (juny de 2006), part del crossover de tota l'empresa d'aquest títol, la Llei de registre superhumana porta a Spider-Man a revelar públicament la seva veritable identitat. Un malestar creixent per la Llei de registre el fa escapar amb May i Mary Jane i s'uneix a la clandestinitat contra el registre.
Al número 537 (desembre de 2006), la tia May és ferida greument pel franctirador de Wilson Fisk, i entra en coma. Peter, desesperat per salvar-la, esgota totes les possibilitats i fa un pacte amb el senyor-dimoni Mephisto, que salva la vida de May a canvi que el matrimoni de Peter i Mary Jane i tot el seu record desapareguin. En aquesta realitat canviada, la identitat de Spider-Man és secreta una vegada més, i al número 545 (gener de 2008), Mary Jane torna i es mostra freda amb ell. El controvertit arc argumental "One More Day" va revertir gran part de la continuïtat fictícia a instàncies del diredictor editorial Joe Quesada, que va dir: "Peter being single is an intrinsic part of the very foundation of the world of Spider-Man" (Peter sent solter és una part intrínseca de la mateixa fundació del món de Spider-Man). Va provocar una fricció pública inusual. entre Quesada i l'escriptor Straczynski, que "va dir a Joe que anava a treure el meu nom dels dos darrers números de l'arc [de la història]", però se'l va convèncer que no ho fes.
En qüestió amb el clímax de Straczynski a l'arc, Quesada va dir:
| « | ...that we didn't receive the story and methodology to the resolution that we were all expecting. What made that very problematic is that we had four writers and artists well underway on [the sequel arc] "Brand New Day" that were expecting and needed "One More Day" to end in the way that we had all agreed it would. ... The fact that we had to ask for the story to move back to its original intent understandably made Joe upset and caused some major delays and page increases in the series. Also, the science that Joe was going to apply to the retcon of the marriage would have made over 30 years of Spider-Man books worthless, because they never would have had happened. ...[I]t would have reset way too many things outside of the Spider-Man titles. We just couldn't go there.... | (català) ...que no vam rebre la història i la metodologia a la resolució que tots esperàvem. El que va fer que això fos molt problemàtic és que teníem quatre escriptors i artistes en marxa a [l'arc de la seqüela] "Brand New Day" que esperaven i necessitaven "One More Day" per acabar de la manera que tots havíem acordat. ... El fet que haguéssim de demanar que la història tornés a la seva intenció original, comprensiblement, va fer que Joe es molestés i va provocar alguns retards importants i augments de pàgines a la sèrie. A més, la ciència que Joe anava a aplicar al retcon del matrimoni hauria deixat més de 30 anys de números de Spider-Man sense valor, perquè mai haurien passat. ...[Jo] hauria restablert massa coses fora dels títols de Spider-Man. No ho podíem fer així.... | » |

En aquesta nova continuïtat, dissenyada per tenir repercussions molt limitades eb la resta de l'Univers Marvel, Parker torna a treballar al Daily Bugle, que ha estat rebatejat com a The DB sota un nou editor. Aviat passa a la premsa alternativa amb el diari The Front Line. J. Jonah Jameson es converteix en l'Alcalde de Nova York al número 591 (juny 2008). El pare de Jonah, J. Jonah Jameson Sr., es casa amb May al número 600 (setembre de 2009).
Durant el crossover "Secret Invasion" dels extraterrestres cambiadors de forma, els Skrulls, Norman Osborn mata la Reina Skrull Veranke. Aprofita aquest èxit àmpliament divulgat, posicionant-se com el nou director de la força paramilitar semblant a S.H.I.E.L.D. H.A.M.M.E.R. per avançar en la seva agenda, mentre utilitzava la seva imatge pública per iniciar el seus propis Dark Avengers. Norman, per si mateix, lidera els Dark Avengers com l'Iron Patriot, una armadura creada per ell mateix després de l'armadura d'Iron Man amb els colors del Capità Amèrica.
En Norman s'acosta a Harry amb l'oferta d'un treball dins dels Dark Avengers. Més tard es revela que es tracta d'un enginy per coaccionar en Harry perquè prengui l'armadura American Son, a qui Norman havia planejat matar, per tal d'augmentar la simpatia del públic. Quan en Harry té l'opció de matar en Norman, Spider-Man diu que el decapiti, ja que el factor curatiu d'en Norman pot reparar un cop al cap. Spider-Man també adverteix a Harry que matar Norman farà que Harry "esdevingui el fill que Norman sempre ha volgut". En canvi, Harry fa marxa enrere i s'allunya del seu pare per sempre.

### Dècada de 2010
A proposta de Loki, Norman Osborn crea una justificació per envair Asgard, afirmant que el món suposa una amenaça a la seguretat nacional. És derrotat, i acaba empresonat al centre penitenciari de Raft. Un conflicte entre Spider-Man i el Doctor Octopus pel fill d'Osborn acaba quan es revela que el pare del nen és Harry, que abandona la ciutat per criar-lo. Un dels Octobots del Doctor Octopus intercanvia la seva personalitat i la de Spider-Man, fent que en Peter quedi atrapat al cos moribund del Doctor, mentre que al seu torn reclamava la vida de Peter per ell mateix. Encara que Peter no aconsegueix revertir el canvi, pot establir un vincle feble amb la ment del Doctor, obligant-lo a reviure tots els seus records; Octopus entén els ideals de poder i responsabilitat de Peter i jura continuar amb la vida d'en Peter amb dignitat com a "Superior" Spider-Man.
Una part de Peter va sobreviure al seu cos original en forma de subconscient. Més tard, adonant-se que va fracassar en el seu paper de "Superior" Spider-Man, Otto permet que Peter recuperi el seu cos de bon grat per derrotar a Osborn i salvar Anna Maria Marconi, l'amor d'Otto. Arran d'aquests esdeveniments, Peter va començar a modificar les relacions danyades per l'arrogància i la negligència d'Otto, tant com Peter Parker com Spider-Man. A més, va agafar les regnes de Parker Industries, una petita empresa fundada per Otto després de deixar Horizon Labs.
En Peter aviat s'assabenta que una segona persona havia estat mossegada per l'aranya radioactiva, Cindy Moon.
 Spider-Man la rastreja i l'allibera d'un búnquer propietat del difunt Ezekiel Simms. No gaire després de rescatar a Cindy, que va adoptar la seva pròpia identitat d'heroïna com a Silk, Spider-Man es troba amb un contingent de gent-aranya d'arreu del Multivers que es va unir per lluitar contra els Inheritors (els hereus), un grup de vampirs psíquics que havien començat a caçar els tòtems aranya d'altres realitats. Durant una missió per reunir més reclutes el 2099, l'Exèrcit-aranya va ensopegar amb un altre grup de gent aranya liderat per una versió alternativa d'Otto Octavius. Junts, neutralitzen els Inheritors.
Aleshores, Peter atura un pla nefast presentat pel Jackal. Després dels esdeveniments de "Go Down Swinging", la vida d'en Peter va estar plagada de problemes per ambdues parts. Com a Spider-Man, l'alcalde Fisk li dona suport públicament, condemnant tots els altres vigilants per tal d'aïllar-lo dels seus companys superherois. Com a Peter Parker, les seves credencials acadèmiques van ser revocades després de les acusacions de plagi de la seva tesi doctoral d'Octavius, el que va provocar que Peter fos acomiadat del Daily Bugle. Posteriorment, Peter es va relacionar sentimentalment amb Mary Jane. Breument, Peter Parker i Spider-Man es van dividir en éssers separats a causa d'un accident que va implicar un accelerador del genoma d'isòtops d'enginyeria inversa. Peter finalment aconsegueix revertir el procés i torna a fusionar les seves dues meitats abans que els efectes secundaris empitjorin i provoquin la seva mort.

## Poders, habilitats i equipament
Peter Parker té poders i habilitats sobrehumans d'aranya derivades de mutacions resultants de la mossegada d'una aranya radioactiva. Des de les històries originals de Lee-Ditko, Spider-Man ha tingut la capacitat d'enganxar-se a les parets. S'ha especulat que això es basa en una interacció depenent de la distància entre el seu cos i les superfícies, conegudes com les forces de van der Waals, encara que a la pel·lícula Spider-Man de 2002, les seves mans i els seus peus estan folrats amb minúsculs Cilis a la manera dels peus d'una aranya real. Els altres poders de Spider-Man inclouen la força sobrehumana, l'agilitat i l'equilibri i un sisè sentit precognitiu conegut com el seu "sentit aràcnid", que l'avisa del perill.
L'home aranya té un poder de guariment que li permet recuperar-se de les ferides sofertes durant la batalla. Després de la història de 1989 "Acts of Vengeance", es va dir que Spider-Man tenia "habilitats de recuperació sobrehumanes" que van accelerar la seva recuperació de l'esgotament que va patir en derrotar al Tri-Sentinel.
El personatge va ser concebut originalment per Stan Lee i Steve Ditko com a dotat intel·lectual, i els escriptors posteriors han representat el seu intel·lecte a nivell de geni. Després d'anys de lluita, en Peter va perfeccionar la seva habilitat en un equivalent d'arts marcials que és exclusiu dels seus poders. Acadèmicament brillant, Peter té experiència en els camps de la ciència aplicada, química, física, biologia, enginyeria, matemàtiques i mecànica.

### El seu uniforme
Amb el seu talent, cus el seu propi vestit per ocultar la seva identitat, ja que és integral, i construeix molts dispositius que complementen els seus poders, sobretot tiradors web mecànics que li permeten disparar xarxes, balancejar-se a gran velocitat per tota la ciutat i conduir i atrapar els seus enemics amb les seves xarxes, a més amb un senyal d'aranya com a llanterna i un far d'advertència per als criminals. Els científics de Thomas Fireheart, de renom mundial, són incapaços de replicar el fluid que Parker va crear mentre estava a l'escola secundària.
Spiderman ha disposat de diversos uniformes. Destaquen:
1. L'uniforme blau i vermell clàssic, amb el qual es va fer famós des de la seva primera aparició
2. El vestit negre alienígena (tret de la saga Secret Wars) del qual després en derivaria en Venom
3. El robòtic vermell i groc creat per Tony Stark (àlies Iron Man) en la fase prèvia a Civil War).

## Versions alternatives
Des de la creació de la sèrie What If? han anat apareixent versions alternatives del personatge.
Entre aquestes cal destacar la del Univers Ultimate. El Peter Parker d'aquesta realitat va protagonitzar la sèrie Ultimate Spider-Man de 133 números, la sèrie Ultimate Comics Spider-Man que la va substituir durant 15 números i la seva continuació, a partir del número 150, (afegint a la numeració un número Super-Special del 2002) fins al número 160, darrer de la col·lecció. En aquesta realitat May Parker és la veritable mare de Peter, encara que ell no ho sap.
Prèviament una altra sèrie d'una realitat alternativa havia arribar als cent números, la protagonitzada per Spider-Girl, a la que Peter Parker hi tenia un paper secundari com pare de la protagonista.
Altres sèries destacades són Spider-Man 2099, inicialment ambientada al futur que va tenir una posterior etapea ambientada a l'Univers Marvel i Peter Porker, the Spectacular Spider-Ham protagonitzat per animals antropomòrfics.

## Cinema

### Pel·lícules de Spiderman
Trilogia de Sam Raimi
- Spiderman (2002)
- Spiderman 2 (2004)
- Spiderman 3 (2007)

Trilogia de Marc Webb
- The Amazing Spider-Man (2012)
- The Amazing Spider-Man 2: Rise of Electro (2014)

Dins de l'univers cinematografic de Marvel
- Spiderman: Homecoming (2017)
- Spiderman: Far from Home (2019)
- Spiderman: No Way Home (2021)